# La Gineta
La Gineta er en by og kommune i det sydøstlige Spanien i provinsen Albacete. Den har et indbyggertal på 2.635 (2024) indbyggere.